# Alex Davison
Alexander „Alex” Davison (ur. 11 marca 1979 roku w Melbourne) – australijski kierowca wyścigowy.
Jego dziadek Lex Davison wygrał czterokrotnie Grand Prix Australii (niezaliczane jeszcze wtedy do kalendarza Formuły 1). Młodszy brat Alexa, Will Davison, także jest kierowcą wyścigowym (startuje w V8 Supercars), a wygrał m.in. prestiżowy wyścig Bathurst 1000.

## Kariera
Davison rozpoczął karierę w międzynarodowych wyścigach samochodowych w 1998 roku od startów w Australijskiej Formule Ford. Z dorobkiem 69 punktów uplasował się na siódmej pozycji w klasyfikacji generalnej. W późniejszych latach Australijczyk pojawiał się także w stawce Festiwalu Formuły Ford, Niemieckiego Pucharu Porsche Carrera, Porsche Supercup, American Le Mans Series, Australijskiego Pucharu Porsche Carrera, V8 Supercars, Battery Town Porsche GT3 Cup Challenge, Malaysia Merdeka Endurance Race, International GT Open, FIA GT Championship, 24-godzinnego wyścigu Le Mans, Le Mans Series, V8 SuperTourers New Zealand Championship, Porsche City Index Carrera Cup, Total Oil International Sports Cars oraz Liqui Moly Bathurst 12 Hour.

## Wyniki

### Wyniki w 24h Le Mans
| Rok  | Zespół                 | Partnerzy                        | Samochód            | Klasa | Okr. | Poz. | Klasa Poz. |
| ---- | ---------------------- | -------------------------------- | ------------------- | ----- | ---- | ---- | ---------- |
| 2008 | Team Felbermayr-Proton | Horst Felbermayr Sr Wolf Henzler | Porsche 997 GT3-RSR | GT2   | 309  | 27   | 5          |

### Podsumowanie
| Sezon | Seria                                   | Zespół                     | Starty | PP | Zwyc. | Punkty | Pozycja |
| ----- | --------------------------------------- | -------------------------- | ------ | -- | ----- | ------ | ------- |
| 1998  | Australian Formula Ford Championship    |                            | 12     |    | 0     | 69     | 7.      |
| 1999  | Australian Formula Ford Championship    |                            | 16     |    | 4     | 196    | 3.      |
| 2000  | Porsche Carrera Cup Deutschland         | PZM Team Valier            | 9      | 0  | 0     | 57     | 10.     |
| 2001  | Porsche Carrera Cup Deutschland         | Team HP-PZ Koblenz         | 8      | 1  | 2     | 87     | 6.      |
| 2002  | Porsche Supercup                        | Manthey Racing             | 11     | 1  | 1     | 117    | 6.      |
| 2002  | Porsche Carrera Cup Deutschland         | Team HP Phoenix PZ Koblenz | 9      | 0  | 1     | 73     | 8.      |
| 2003  | Porsche Carrera Cup Deutschland         | Team HP Phoenix PZ Koblenz | 9      | 0  | 0     | 89     | 5.      |
| 2004  | Porsche Carrera Cup Australia           | Greg Murphy Racing         | 26     | 5  | 16    | 1344   | 1.      |
| 2004  | V8 Supercar Championship Series         | Perkins Engineering        | 8      | 0  | 0     | 256    | 38.     |
| 2005  | V8 Supercar Championship Series         | Perkins Engineering        | 15     | 0  | 0     | 469    | 33.     |
| 2006  | Porsche Carrera Cup Australia           | Paul Cruickshank Racing    | 24     | 5  | 9     | 1099   | 2.      |
| 2006  | V8 Supercar Championship Series         | Dick Johnson Racing        | 2      | 0  | 0     | 240    | 42.     |
| 2007  | Porsche Carrera Cup Australia           | Jim Richards Racing        | 24     | 3  | 7     | 1138   | 2.      |
| 2007  | V8 Supercar Championship Series         | Dick Johnson Racing        | 2      | 0  | 0     | 30     | 36.     |
| 2008  | Le Mans Series (GT2)                    | Team Felbermayr-Proton     | 5      | 0  | 0     | 35     | 2.      |
| 2008  | V8 Supercar Championship Series         | Paul Cruickshank Racing    | 1      | 0  | 0     | 156    | 49.     |
| 2009  | V8 Supercar Championship Series         | Stone Brothers Racing      | 26     | 0  | 0     | 1648   | 17.     |
| 2010  | V8 Supercar Championship Series         | Stone Brothers Racing      | 26     | 1  | 0     | 1312   | 21.     |
| 2011  | International V8 Supercars Championship | Stone Brothers Racing      | 28     | 0  | 0     | 1850   | 11.     |
| 2012  | Porsche Carrera Cup Australia           | McElrea Racing             | 24     | 2  | 4     | 1041   | 3.      |
| 2012  | International V8 Supercars Championship | Dick Johnson Racing        | 2      | 0  | 0     | 242    | 47.     |
| 2013  | International V8 Supercars Championship | Charlie Schwerkolt Racing  | 36     | 0  | 0     | 1812   | 13.     |
| 2013  | V8SuperTourers                          | MPC Motorsport             | 8      | 0  | 1     | 1232   | 18.     |
| 2014  | International V8 Supercars Championship | Erebus Motorsport          | 4      | 0  | 0     | 414    | 37.     |
| 2015  | International V8 Supercars Championship | Erebus Motorsport          | 7      | 0  | 0     | 427    | 37.     |
| 2016  | Porsche Carrera Cup Australia           | Buik Motorsport            | 23     | 0  | 7     | 1072   | 2.      |
| 2017  | Supercars Championship                  | Lucas Dumbrell Motorsport  | 8      | 0  | 0     | 297    | 49.     |